# Balantiocheilos
El género Balantiocheilos son peces ciprínidos de agua dulce incluidos en el orden Cypriniformes, distribuidos por ríos del sudeste de Asia e islas de Indonesia.

## Morfología
Tienen un tamaño corporal máximo entre 10 y 35 cm, con aleta dorsal que recuerda la de un tiburón. Se distinguen de otros ciprínidos por la presencia de unos labios gruesos y carnosos, hasta el punto que el labio inferior forma como una bolsa entre la boca y la piel de la garganta.

## Hábitat
Viven en ambientes pelágicos de ríos tropicales grandes y lagos, donde se alimentan de fitoplancton, pequeños crustáceos y larvas.

## Acuariología
Pueden mantenerse bien en acuarios, en grupos de cinco o más individuos, con tamaño de acuario de más de 150 cm.

## Especies
Existen sólo dos especies agrupadas en este género:
- Género Balantiocheilos:
  - Balantiocheilos ambusticauda (Ng y Kottelat, 2007)
  - Balantiocheilos melanopterus (Bleeker, 1851) - Tiburón plata o Bala.